# Велегурин, Дмитрий Алексеевич
Дмитрий Алексеевич Велигурин (1931 год, Дмитриевка, Красногвардейский район, Ставропольский край, РСФСР, СССР — 1973 год) — чабан, Герой Социалистического Труда (1966). Депутат Верховного Совета СССР 8 созыва.

## Биография
Родился в 1931 году в селе Дмитриевка Красногвардейского района Ставропольского края. Вся трудовая деятельность Дмитрия Велигурина  была связана с колхозом «Комсомолец» Городовиковского района Калмыцкой АССР, куда он вступил в 1943 году. Трудился бригадиром животноводческой механизированной бригады, позднее был назначен старшим чабаном. В 1959 году вступил в КПСС.
С 1959 года бригада чабанов, руководимая Дмитрием Велегуриным, получила 122 ягнят на сто овцематок. В следующие годы бригада ежегодно получала не менее 136 ягнят от ста овцематок. Всего с 1959 года по 1966 год было выращено более 7 тысяч ягнят и сдано государству более 36 тонн шерсти. За высокие достижения в развитии животноводства был удостоен в 1966 году звания Героя Социалистического Труда.
Участвовал во Всесоюзной выставке ВДНХ, где получил золотую медаль.

## Память
- В Элисте на Аллее героев установлен барельеф Дмитрия Велегурина.

## Награды
- Герой Социалистического Труда — указом Президиума Верховного Совета СССР от 22 марта 1966 года;
- Орден Ленина (1966);
- Орден Октябрьской Революции;
- Медаль «За трудовую доблесть»;
- Золотая медаль ВДНХ.